# Suchy Hrud
Suchy Hrud – kolonia wsi Łaźnisko w Polsce, położona w województwie podlaskim, w powiecie sokólskim, w gminie Szudziałowo.
W latach 1975–1998 kolonia administracyjnie należała do województwa białostockiego.
Prawosławni mieszkańcy kolonii należą do parafii św. Jerzego w Wierzchlesiu.